# 全盛鎬
全 盛鎬(チョン・ソンホ、전성호)は日本統治時代の朝鮮の独立運動家、大韓民国の軍人。号は鐵舟(철주)。別名は全盛龍。

## 人物
1896年、咸鏡北道鏡城郡に生まれる。
1910年、満州に亡命。鉄血光復団に加入。北路軍政署士官錬成所を卒業して教官となった。1920年、青山里戦闘に参加。1927年、韓国独立党東満僑民代表。金佐鎮や池青天などと共に韓国革命委員会を組織した。1928年、延辺自治促進会副会長。日本の憲兵に逮捕され、清津刑務所で3年服役した。出獄後は再び満州に渡った。満州事変後、東北救国義勇軍高級参謀。
終戦後は帰国し、1945年11月1日、呉光鮮が組織した大韓国軍準備委員会（대한국군준비위원회）の副委員長。同じ頃に韓国臨時政府の右派が創設した大韓武官学校(1946年1月末に閉校)の副校長となった。12月、韓国光復軍国内支隊参謀長。
1949年、陸軍士官学校第8期特別第1班卒業、任少領、第18連隊副連隊長。1949年7月15日、第12連隊長(中領)。
1950年6月、朝鮮戦争開戦時、後退中の車両事故で重傷を負い後送される。遊撃隊総司令部参謀長として勤務していたが、長沙洞上陸作戦で戦死した。1951年8月21日、准将追叙。

## 参考資料
- 佐々木春隆『朝鮮戦争 韓国篇 上 (建軍と戦争の勃発前まで)』原書房、1976年3月10日。NDLJP:12172188。
- 佐々木春隆『朝鮮戦争前史としての韓国独立運動の研究』国書刊行会、1985年4月20日。NDLJP:12173181。
- “第8回 全盛鎬と民生団” (朝鮮語). 동북아신문. (2008年1月2日) 2015年12月21日閲覧。